# Hermann Bendix

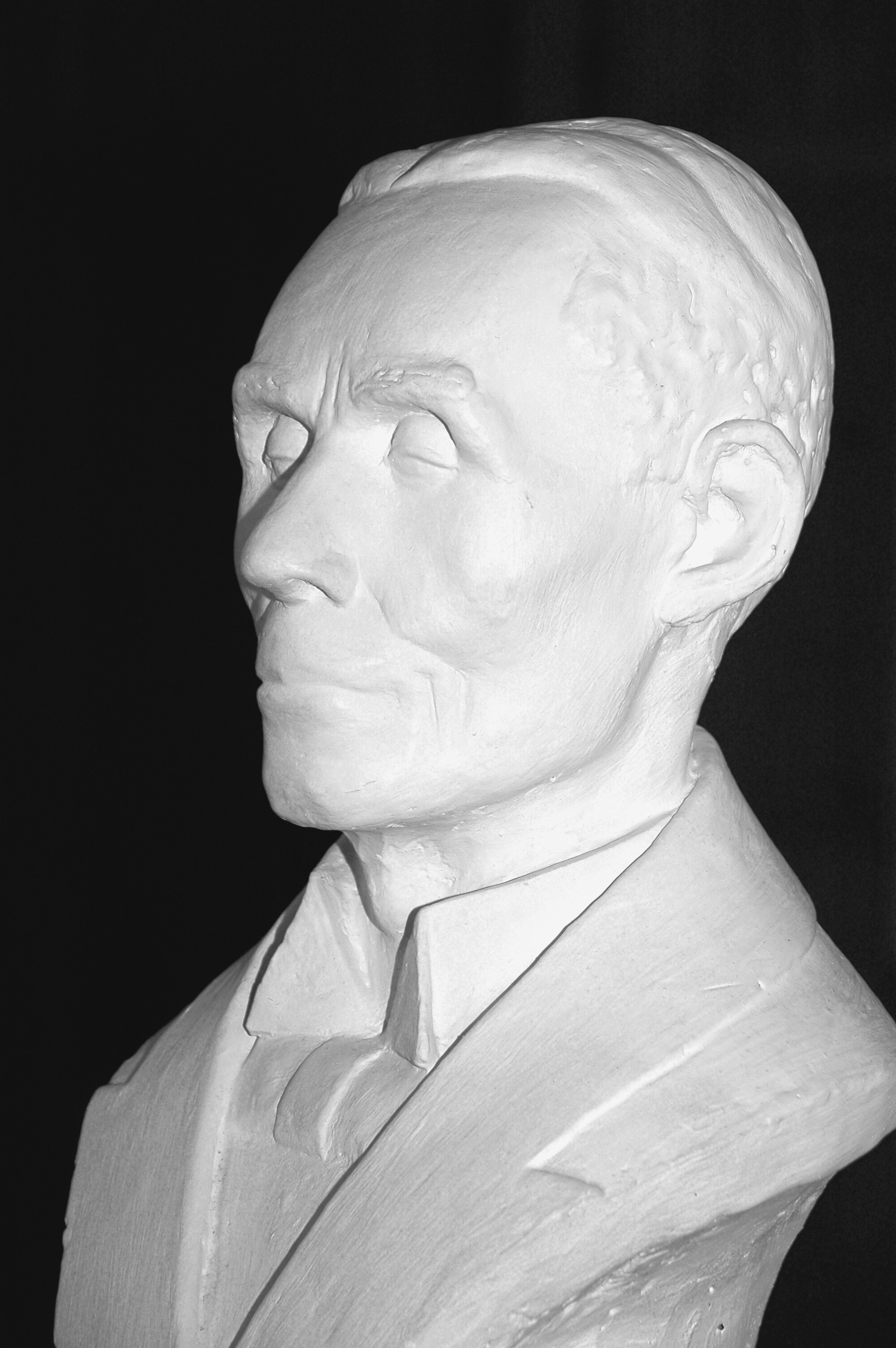
Hermann Bendix, lebensgroße Gipsbüste eines unbekannten Künstlers (um 1930).

Hermann Bendix (* 22. April 1859 in Damgarten; † 1. Juni 1935 ebenda) war ein deutscher Pädagoge, Kantor und Komponist.

## Leben
Hermann Bendix wurde am Karfreitag des Jahres 1859 als Sohn des Damgartener Kantors und Lehrers Gustav Bendix geboren. Er besuchte die Schule seiner Heimatstadt und sollte Lehrer werden. Nach der Konfirmation besuchte er das Seminar in Franzburg, wo er sich schon durch seine starke musikalische Befähigung auszeichnete. Seine erste Anstellung als Lehrer erhielt er in Zingst. Hier leitete er den Gesangverein, gründete den Kirchenchor und tat auch Organistendienste. Anschließend Besuch des Königlich Akademischen Instituts für Kirchenmusik in Berlin und Abschluss als Musiklehrer an höheren Lehranstalten, als Organist und Chordirigent. 1887 erhielt er als Nachfolger seines Vaters das Lehramt an der Schule und das damit verbundene Kantor- und Organistenamt an der Kirche zu Damgarten. Nebenbei widmete er sich der Stadtgeschichte und Literatur.
In seiner Heimatstadt Damgarten wurde Hermann Bendix im Jahre 2012 die „Kantor-Bendix-Straße“ gewidmet.

## Leistungen
Als Pädagoge arbeitete Hermann Bendix an dem Musikbuch für Pommerns Schulen Mein Sanggesell und an der Singefibel für Pommern mit. Sein Engagement für die dörfliche und kleinstädtische Chorerziehung und für pädagogische Reformen spiegelt sich in verschiedenen Vorträgen, die er beispielsweise am 1. Oktober 1909 anlässlich der ersten Hauptversammlung des Kantoren- und Organistenvereins der Provinz Pommern in Stralsund hielt. Sein Thema war Der kirchliche Chorgesang nach seiner Bedeutung, Pflege und Förderung mit besonderer Berücksichtigung der dörflichen und kleinstädtischen Verhältnisse (der Vortrag wurde auch im Druck veröffentlicht).
Als Komponist schuf er vor allem Orgel- und Harmoniummusik, die in Norddeutschland recht populär wurde. Daneben schrieb er auch Chor- und Instrumentalmusik, Klavier- und Volkslieder. Er vertonte auch niederdeutsche Gedichte von Helmuth Schröder sowie die beiden Rügenlieder von Fritz Worm: Aus den blauen Meeresfluten und Rügen, teure Heimat. Seine Klaviermusik (zumeist leichte bis mittelschwere Salon-Kompositionen) wurde in zahlreichen Druckausgaben veröffentlicht und fand weite Verbreitung.

## Kompositionen

### Mit Opuszahl
- Zwei Klavierstücke op. 6 (1889, Neuausgabe 2018)

La Blondine. Salon-Walzer
Valse gracieuse. Salonstück
„These two attractive waltzes would make excellent study material for candidates preparing for diplomas. The eloquence of the composer’s craftsmanship, as well as the attractive presentation from Edition Dohr, is impressive.“ („Diese beiden reizvollen Walzer bieten hervorragendes Studienmaterial für angehende Pianisten, die sich auf eine Prüfung vorbereiten. Die handwerkliche Technik des Komponisten ist eloquent, die ansprechende Aufmachung der Edition Dohr beeindruckend.“)
- Ausflug in's Freie. Capriccio alla marcia für Klavier op. 7 (1889, Neuausgabe 2019)
- Zwei Klavierstücke zu vier Händen op. 10 (Neuausgabe 2019)

Glutaugen. Tarantelle (1891)
Boléro (1894)
- Dans la Réunion. Polonaise für Klavier op. 11 (1890, Neuausgabe 2019)
- Polonaise für Klavier zu vier Händen op. 15,1 (1890, Neuausgabe 2009)
- Zwei Klavierstücke op. 20 (1890, Neuausgabe 2019)

In der Gondel. Heiteres Salonstück
Lockenköpfchen. Heiteres Salonstück
- Zwei Klavierstücke op. 25 (Neuausgabe 2019)

Auf dem Festkommers (1891)
Auf der Reitbahn. Charakterstück (1892)
- Zwei Slavische Tänze für Klavier zu vier Händen op. 26 (1892, Neuausgabe 2011)

„Die Entstehung der Slavischen Tänze ist einer Mode der Zeit geschuldet, in der ungarische oder auch polnische Musik sehr populär war. Die kurzen Tänze für vier Hände stellen keine hohen pianistischen Anforderungen, auch nicht an das Zusammenspiel, erfreuen sich aber dennoch einer lebhaften Zwiesprache, die zweifelsfrei in Spielfreude ausartet. Lediglich die schnellen Tempi könnten Schwierigkeiten bereiten.“
- Scheiden, Leiden, Lied (Emanuel Geibel) op. 36,2
- Ball-Silhouetten. Drei Walzer für Klavier op. 39 (1893, Neuausgabe 2018)
- Frühlingszauber! Ein Melodien-Cyclus für Klavier op. 40 (um 1893, Neuausgabe 2012)

Im Blütenduft
Auf sonniger Flur
Am Waldquell
Sinnen und Minnen
Maiennacht
Im Kahne
Auf blumiger Wiese
Frühlingsgedenkemein
- Zwei Salontänze für Klavier op. 43 (1894, Neuausgabe 2013)

„These two salon pieces […] will delight all Intermediate students who are not yet able to cope with the grand Polonaises of Chopin and wish to play these dance styles. The Polonaise is in C# minor with a contrasting middle section in A major consisting of thick LH chords which enhance the texture, while the Mazurka is somewhat shorter and simpler with a much thinner texture under its appealingly expressive melodic line. Young pianists and their teachers are most fortunate to have so much lovely new repertoire to explore.“ („Diese beiden Salonstücke werden alle fortgeschrittenen Klavierschüler entzücken, die noch nicht in der Lage sind, die großen Polonaisen Chopins zu bewältigen, diese Tanzstile aber gleichwohl spielen möchten. Die Polonaise steht in cis-Moll mit einem kontrastierenden Mittelteil in A-Dur und wird von dichten Akkorden in der linken Hand bestimmt, die ihre Textur verdeutlichen, während die Mazurka etwas kürzer und einfacher ist und mit einem sehr viel lichteren Gefüge die ansprechend ausdrucksstarke Melodie unterlegt. Junge Pianisten und ihre Lehrer können sich glücklich schätzen, solch entzückendes neues Repertoire entdecken zu können.“)
- Aquarellen für Klavier op. 44 (1894)
- Zwei Slavische Skizzen für zwei Violinen, Violoncello, Harmonium und Klavier op. 48 (um 1906, Neuausgabe 2018)
- Ball-Silhouetten. Sieben Walzer für Klavier op. 50 [Neue Folge] (1892/93, Neuausgabe 2009)
- Vier Miniaturen für Klavier op. 54 (Neuausgabe 2021; ISBN 978-3-7543-4419-4)

Einsamer Gang (1898)
Walzer-Capriccietto (1898)
Meeresabend (1898)
Mazurka (1899)
- Bagatellen für Harmonium op. 65
- Stimmungsbilder. Sieben Stücke für Harmonium op. 74
- Elegie für Posaune und Orgel mit Benutzung des Chorals Was mein Gott will, gescheh' allzeit op. 95,2 (Erstdruck, Dohr, 2008)

„Die Elegie von Hermann Bendix (1859–1935) unter Verwendung des Chorals Was mein Gott will, das gescheh’ allzeit [sic!] klingt schön und authentisch romantisch, könnte von [Josef Gabriel] Rheinberger sein.“
“Because of the high tessitura, slow tempo, and few rests, endurance may be a concern. This work is suited for a recital and for use in liturgical setting.” („Wegen der hohen Lage, des langsamen Tempos und der wenigen Pausen ist Ausdauer notwendig. Diese Komposition ist für den Konzertvortrag und für die Verwendung im liturgischen Rahmen geeignet.“)
- Ein Albumblatt. Romanze für Violine und Klavier op. 105 (Erstdruck, Dohr, 2008)

### Ohne Opuszahl
- Erinnerungswalzer. Erinnerung an Beuthen (Oberschlesien) für Klavier (um 1889/90, Neuausgabe 2019)
- Postludium für Orgel (veröffentlicht 1900 in dem von Ludwig Sauer herausgegebenen Orgel-Album, Neuausgabe 2011)
- Abendfrieden. Kleine Romanze für Viola und Orgel (Erstdruck, Dohr, 2009)

„Mit dieser Romanze beschert er [der Herausgeber] der Viola eine Komposition, die sicher gern und dankbar in das Repertoire der Originalliteratur für Podium und Unterricht aufgenommen wird. Kantabilität, Expressivität und das für die Viola typische Farbspektrum prägen das Stück. Bratschissimo!“

## Schriften

### Pädagogische und musikalische
- Über den Choralgesang und die an ihn zu stellenden Anforderungen; in: Pommersche Blätter für die Schule und ihre Freunde, Stettin 1893, Nr. 28 und 29.
- Religion oder Litteratur als Zentrum des Volksschulunterrichts; in: Pommersche Blätter für die Schule und ihre Freunde, Stettin 1894, Nr. 16, 17, 18 und 19.
- Der kirchliche Chorgesang nach seiner Bedeutung, Pflege und Förderung mit besonderer Berücksichtigung der dörflichen und kleinstädtischen Verhältnisse (Vortrag, gehalten am 1. Oktober 1909 in Stralsund), Bremen 1910.
- Zur Theorie und Praxis des Choralgesanges (Vortrag, gehalten am 4. Oktober 1910 in Stolp), Bremen 1912.
- Randbemerkungen zu dem Entwurf eines Gesangbuches mit Noten für die Provinz Pommern; in: Pommersche Blätter für die Schule und ihre Freunde, Stettin 1911, Nr. 42.
- Krieg und Tonkunst – Walther Moldenhauer, ein Kriegsliederkomponist; in: Pommersche Blätter für die Schule und ihre Freunde, Stettin, 1917, Nr. 32 und 33.
- Was hat der Gesanglehrer ins Auge zu fassen, um den grundlegenden Forderungen des ministeriellen Lehrplans für den Gesangunterricht in den Volksschulen nachzukommen?; in: Pommersche Blätter für die Schule und ihre Freunde, Stettin 1918, Nr. 5, 6, 7, 8 und 9.

### Heimatkundliche und literarische
- Der Paß bei Damgarten; in: Kreis- und Heimat-Kalender des Kreises Franzburg für das Jahr 1917, Berlin 1917.
- Etwas aus der Strafjustiz früherer Tage; in: Kreis- und Heimat-Kalender des Kreises Franzburg für das Jahr 1918, Berlin 1918.
- Streitigkeiten an der Recknitz, Streiflichter zur Geschichte und Örtlichkeit meines Heimatstädtchens, Wat bi so‘n Stapellop passierte (1919) und Die Einweihung des Rathauses in Damgarten (1930)[8]